# Szczęsna
Szczęsna – staropolskie  imię żeńskie. Wywodzi się od słowa "szczęśliwa". Żeński odpowiednik imienia Szczęsny; jest uważana za odpowiednik znaczeniowy łacińskiego imienia Feliksa, Felicja. Patronem tego imienia jest św. Zygmunt Szczęsny Feliński.
Szczęsna imieniny obchodzi 17 września.